# Hoofdklasse 2024 (Suriname)
La Hoodfklasse 2024, anche nota come Suriname Major League 2024 per motivi di sponsorizzazione, è stata la prima edizione della rinnovata massima competizione nazionale per club del Suriname, che per la prima volta ha un carattere professionistico. Il campionato è iniziato il 24 febbraio 2024 ed è terminato il 25 agosto successivo.
La squadra campione in carica era il Robinhood, che si è riconfermato campione vincendo il suo ventisettesimo titolo.

## Stagione

### Novità
Dalla precedente edizione, l'ultima con il vecchio formato, è stato retrocesso il Santos, ultimo classificato il campionato. In aggiunta, il Bintang Lahir si è ritirato dal campionato. Non sono state previste promozioni dalla Eerste Klasse, in virtù della riforma del campionato che ha ridotto il numero di squadre partecipanti a 10.

### Formula
Le 10 squadre partecipante giocano un girone all'italiana con gare di andata e ritorno, per un totale di 18 giornate. Al termine della stagione regolare, le prime 4 classificate si qualificano per i play-off, che con due turni ad eliminazione diretta decretano la squadra campione di Suriname, che ottiene anche la qualificazione per le competizioni CONCACAF. L'ultima classificata della stagione regolare è invece retrocessa in Eerste Klasse.

## Squadre
| Squadra           | Città      | Stagione precedente  |
| ----------------- | ---------- | -------------------- |
| Broki             | Paramaribo | 8° in Hoofdklasse    |
| Flora             | Paramaribo | 9° in Hoofdklasse    |
| Inter Moengotapoe | Moengo     | 2° in Hoofdklasse    |
| Inter Wanica      | Meerzorg   | 12° in Hoofdklasse   |
| Leo Victor        | Paramaribo | 5° in Hoofdklasse    |
| Notch             | Moengo     | 4° in Hoofdklasse    |
| PVV               | Paramaribo | 6° in Hoofdklasse    |
| Robinhood         | Paramaribo | Campione di Suriname |
| Transvaal         | Paramaribo | 3° in Hoofdklasse    |
| Voorwaarts        | Paramaribo | 7° in Hoofdklasse    |

## Classifica
|  | Pos. | Squadra           | Pt | G  | V  | N | P  | GF | GS | DR  |
|  | ---- | ----------------- | -- | -- | -- | - | -- | -- | -- | --- |
|  | 1.   | Transvaal         | 40 | 18 | 12 | 4 | 2  | 45 | 10 | +35 |
|  | 2.   | Robinhood         | 40 | 18 | 11 | 7 | 0  | 50 | 17 | +33 |
|  | 3.   | Voorwaarts        | 36 | 18 | 10 | 6 | 2  | 23 | 9  | +14 |
|  | 4.   | Inter Moengotapoe | 34 | 18 | 10 | 4 | 4  | 44 | 25 | +19 |
|  | 5.   | Notch             | 34 | 18 | 9  | 7 | 2  | 34 | 15 | +19 |
|  | 6.   | PVV               | 26 | 18 | 8  | 2 | 8  | 28 | 25 | +3  |
|  | 7.   | Flora             | 16 | 18 | 5  | 1 | 12 | 20 | 45 | +25 |
|  | 8.   | Broki             | 10 | 18 | 3  | 1 | 14 | 23 | 54 | -31 |
|  | 9.   | Inter Wanica      | 9  | 18 | 2  | 3 | 13 | 19 | 52 | -33 |
|  | 10.  | Leo Victor        | 7  | 18 | 2  | 1 | 15 | 13 | 47 | -34 |

Legenda:
      Ammesse ai Play-off
      Retrocessa in Eerste Klasse
Regolamento:
Tre punti a vittoria, uno a pareggio, zero a sconfitta.
In caso di arrivo di due o più squadre a pari punti, la graduatoria verrà stilata secondo la classifica avulsa tra le squadre interessate che prevede, in ordine, i seguenti criteri:
- Punti generali
- Differenza reti generale
- Reti realizzate in generale
- Partite vinte in generale
- Partite vinte in trasferta
- Punti negli scontri diretti
- Differenza reti negli scontri diretti
- Differenza reti generale
- Sorteggio

## Play-off

### Semifinali
| Squadra 1         | Totale | Squadra 2 | Andata | Ritorno |
| ----------------- | ------ | --------- | ------ | ------- |
| Inter Moengotapoe | 0 – 3  | Transvaal | 0 – 1  | 0 – 2   |
| Voorwaarts        | 0 – 4  | Robinhood | 0 – 2  | 0 – 2   |

### Finale
| Paramaribo 25 agosto 2024 | Transvaal | 0 – 2 referto | Robinhood | Stadio Dr. Ir. Franklin Essed |